# オカザえもん
オカザえもんは、愛知県岡崎市の非公式キャラクター。

## 作者とコンセプト
オカザえもんは、2012年11月1日から12月2日まで岡崎市で開催された現代美術展「岡崎アート＆ジャズ 2012」に現代美術作家の斉と公平太（愛知県日進市出身）が出展した作品。もともとはイラストだったが同美術展を機に絵から抜け出し、岡崎市内外のイベントやライブに出没し始めた。
イラスト、着ぐるみのキャラクター、共に斉と公平太の作品である。考案から完成するまでに約8ヶ月かかったという。製作をするにあたり、「岡崎市のことを知らなかったので、地元の人に話を聞き、ショッピングセンターの地下も含め歩き回った」と述べている。2014年7月1日、岡崎市から産業功績者に表彰された。
作者によれば、オカザえもんは古いパプアニューギニアのお面に着想を得て生まれたものだという。美術作品としてのオカザえもんのコンセプトについて、「情報社会に生きる我々が、蓄積された自身の記憶を一瞬忘れるようなビジュアルにしたかった。原始のパプアニューギニアで生まれたお面には、その力があると思った」と述べている。

## キャラクターの設定
1972年7月1日生まれ、「バツ1」という設定（7月1日は岡崎市の市制記念日）。一人称は「拙者」で、語尾は「ござる」。本名・岡崎 衛門之介（おかざき えもんのすけ）。「オカザえもんJr.」という子供がいる。
趣味はジャズ音楽鑑賞と現代美術鑑賞。好きなジャズは、マイルス・デイヴィスの『ダーク・メイガス』とチャールズ・ミンガスの『直立猿人』とサブちゃん（北島三郎）。オカザえもんJr.が生まれる前（推定）、岡崎市内を流れる乙川で妻とデートをしたとき、ビル・エヴァンスの『ワルツ・フォー・デビイ』のレコードを妻にプレゼントした。
喋ることができないので、インターネット以外で意志を伝達するための黒マジックとスケッチブックは欠かせない。筆談時の口調も「○○でござる」。
飲食はできるようだが、顎の下と首の間から食べ物をねじ込むお見苦しい光景となる。

## 使用にあたって
「岡崎アート広報大臣」（後述）の肩書きがなくなる2014年4月1日以降は、出演依頼等の窓口が岡崎市役所文化総務課から作者の家族が設立した会社に移った。
関連グッズに関して、作者は「市のPRに活用してほしい」と、岡崎市内の業者に限って「著作権料はいらない」と申し出ている。
年賀状の宛先は、岡崎大樹寺郵便局。同郵便局の局長が「オカザえもん切手シート」を企画したことが縁で、郵便局止めを引き受けることとなった。2014年1月、約550通の年賀状が全国から届いたという。同年3月末に年賀状のすべての返事を書き終えたことが、自身のブログで報告されている。

## あゆみ
活動当初から、岡崎市内の児童養護施設や障害者施設、保育園などへの慰問を積極的に行っている。

### 2013年
4月1日、「あいちトリエンナーレ2013」の開催に合わせ、岡崎市から「岡崎アート広報大臣」に委嘱される。任期は1年間。翌日4月2日、地元紙「中日新聞」夕刊の1面に取り上げられ、その頃から市民に広く知れ渡るようになった。
7月1日、「岡崎ジャズメッセンジャーズwithオカザえもん」の一員としてミュージシャンデビューを果たした。岡崎公園内の岡崎城二の丸能楽堂にてオカザえもんのお披露目公演が開かれた。岡崎ジャズメッセンジャーズは、サックス、トランペット、トロンボーンの3人組。彼らの演奏と歌に合わせて踊りながら岡崎市のPR活動を行う（同グループは同年12月、業務終了とともに解散）。
7月10日、日本百貨店協会が主催する「ご当地キャラ総選挙2013」の地区予選結果が同ホームページで発表され、中部5県から1位に選出された。選挙活動中に「地区予選を1位になったらバンジージャンプをする」と宣言していたため、7月18日には南知多町の南知多グリーンバレイで公約を実行。その際に「恐怖で顔が縮む」という新設定で小顔バージョンを披露した。
8月6日、「ご当地キャラ総選挙2013」決勝大会の結果が東京都内で発表され、全国2位を獲得。程なくして「ゆるキャラグランプリ2013」（11月24日開催）への出馬を表明。9月16日、同選挙に向けての出陣セレモニーが岡崎まぜめん会の主催で開かれた。ゆるキャラグランプリの1位に輝いた際の公約として「スカイダイビングをする」と宣言した。
11月24日、「ゆるキャラグランプリ2013」において、全国22位を獲得した。オカザえもんより上位のキャラクター21体中、自治体の公認キャラクターは17体を占め（そうでないものは、かわりみ千兵衛、コアックマ＆アックマ、あたまがふくしまちゃん、おけわんこの4体のみ）、1年前に誕生したばかりの、未だ自治体から公認されていないオカザえもんが22位に選ばれたのは快挙と言える。

### 2014年
3月30日、康生通西の商業施設「岡崎シビコ」に初の公式ショップ「OKAZAEMON STORE」がオープン。
3月31日、岡崎アート広報大臣を退任。オカザえもんが1年間の間に岡崎市内に及ぼした経済波及効果は約42億5千万円、新聞や雑誌への掲載による広告効果は約6億6千万円であったことが退任式で発表された。
4月5日、ラジオ番組『オカザえもんと岸田メル!』（東海ラジオ）が放送開始。同番組は、名古屋市出身・在住のイラストレーター・岸田メル、オカザえもん、東海ラジオアナウンサー・山口由里の3人がパーソナリティーを務める。毎週土曜日23時（ナイター中継がある場合は日曜日午前2時30分）から放送。番組はYouTubeでも配信されるため、インターネットの環境があればオカザえもんの筆談の風景や身振り手振りを堪能できる。
6月11日、CNNが日本のゆるキャラブームについて論じた記事の中で、「気味の悪い幽霊のようなキャラクター」（a creepy ghost-like character）と紹介される。
6月12日、ハンガリーに渡る。首都ブダペストを足がかりに海外での活動も開始した。
7月2日、岡崎市役所にて記者会見を行う。7月から11月にかけて岡崎市内で開催されるイベント・サミット「おかざきコウエンナーレ2014」の概要を、PRキャラクターであるオカザえもん自らが発表した。岡崎公園で7月26日から全5回にわたって行われる「ご当地キャラ大集合!! オカザえもんのおともだち101人プロジェクト」には各地のご当地キャラやローカルアイドルが参加する。オカザえもんに関係するものとしては他に、岡崎城の天守閣で一緒に写真撮影ができる「朝いちざえもん」、高さ6メートルのオカザえもん型ロボットを本人が操縦する「オカザえもん 日本一（？）巨大ロボプロジェクト」、40周年を迎えるキティちゃんとのHUGイベント「お願い キティちゃん」、中嶋一貴・中嶋大祐兄弟とのトークライブなどがある。
7月30日、日本リサーチセンターが行った「全国ゆるキャラ・ご当地キャラ 認知度調査」の結果が公表された。聴取対象のキャラクター27体中、オカザえもんの認知度は全国8位であった。

### 2015年
2月9日、株式会社ブランド総合研究所が行った「ご当地キャラクターが知られている自治体」調査の結果が公表された。岡崎市とオカザえもんは全国9位であった。
4月10日、中嶋一貴・大祐兄弟が参加するイベント「第2回岡崎グランプリ」の開催が発表された。資金不足のためクラウドファンディングを行うことも同時に発表されたが、オカザえもんは岡崎グランプリ・アンバサダー（大使）として同イベントに参加、協力することが決まった。開催日は2015年7月31日を予定。
7月29日 - 8月2日に開催される「岡崎城下家康公夏まつり」において「オカザえもん音頭リミックスコンテスト」の優秀作品を発表する予定。審査員はオカザえもんと岡崎市立南中学校生徒会。

## 主なメディア・イベント出演

### 2012年
- 10月31日 - 岡崎アート&ジャズ2012 内覧会[7]
- 11月17日 - 岡崎アート&ジャズ2012「オカザえもん in 二七市（ふないち）」[42]

### 2013年
- 3月3日 - やはぎかん5周年春まつり （岡崎市西部地域交流センターやはぎかん）
- 4月20日 - 大江戸時代劇コメディー・大岡さばき2013 （茅ヶ崎市民文化会館大ホール）
- 5月16日 - NHK総合テレビ 「MUSIC JAPAN」出演
- 6月2日 - キャラクターフェスティバルinモリコロパークVol.2
- 7月15日 - 都市対抗野球大会・三菱自動車岡崎対パナソニック戦[43]
- 8月3日 - NHK総合テレビ 「双方向クイズ 天下統一」出演
- 8月10日 - あいちトリエンナーレ2013 開幕記念出発式[44]
- 8月18日 - すみだストリートジャズフェスティバル
- 9月18日 - CBC 「ゴゴスマ -GO GO!Smile!-」生出演
- 9月29日 - 中京競馬場60周年記念イベント[45]
- 10月6日 - 第15回全日本ダウンヒル・ダービー選手権大会 （愛知産業大学）
- 10月9日 - あいちトリエンナーレ2013 オフィシャルショップ「オカザえもん展」初日（名古屋三越栄店・10月21日まで開催）[46]
- 10月12日 - 同上・五十嵐太郎芸術監督と対談 （名古屋三越栄店）[47]
- 10月13日 - 第60回岡崎市民体育祭 （岡崎中央総合公園）
- 10月27日 - あいちトリエンナーレ2013 岡崎会場クロージングイベント 〜また逢う日まで〜[48]
- 11月2日・3日 - 秋の市民まつり （岡崎公園ほか）[49]
- 11月25日 - ケーブルテレビ・ミクス 「オカザえもんに聞け！」出演。初回はWEB動画放送も行う[50]
- 12月1日 - キディランド吉祥寺イベント （キディランド吉祥寺店）
- 12月21日 - ゆるクリ2013@YANAGASE （岐阜市柳ヶ瀬商店街）

### 2014年
- 1月18日 - ふるさと祭り東京 （東京ドーム）
- 1月19日 - ご当地キャラまつり （船橋オートレース場）[51]
- 1月23日 - NHK教育テレビ 「天才てれびくん」 出演
- 2月2日 - オカザえもん十番勝負！！ 5番 トーク ゲスト：中嶋一貴、中嶋大祐 （岡崎公園）
- 2月16日 - 『ニシノユキヒコの恋と冒険』公開記念・井口奈己監督トークイベント （Masayoshi Suzuki Gallery）[52]
- 3月9日 - 愛環ゆるキャラ列車 （愛知環状鉄道臨時列車）
- 3月31日 - オカザえもん岡崎アート広報大臣退任式 （岡崎公園）
- 4月5日 - 東海ラジオ「オカザえもんと岸田メル!」放送開始
- 4月6日 - 家康行列 （伊賀八幡宮 - 乙川河川敷）
- 4月27日 - 五万石藤まつり・第21回将棋まつり （岡崎公園）
- 5月10日 - 蒲郡市制60周年記念ご当地キャラパーティライブ （ボートレース蒲郡）
- 7月6日 - 岡崎シビコ七夕イベント （岡崎市 シビコ）[53]
- 7月15日 - 江戸のふるさと 岡崎 夏の観光キャンペーン （東京都庁第一本庁舎）
- 7月26日 - ご当地キャラ大集合!! オカザえもんのおともだち101人プロジェクト （岡崎公園）
- 8月1日 - お願いキティちゃん HUGして“ぎゅっ”／中嶋一貴・大祐兄弟によるレーシングカーデモ走行（岡崎公園／岡崎市内）
- 8月10日 - 真夏のこども祭り夢と勇気の冒険ドーム2014 （ナゴヤドーム）
- 8月27日 - 岡山市の観光ウェブサイト「桃太郎のまち岡山 桃太郎小学校」 観光PR動画公開[54]
- 10月18日 - ご当地キャラ博in彦根2014 （彦根市）
- 11月9日 - 2014スーパーフォーミュラ最終戦 第13回JAF鈴鹿グランプリ （鈴鹿サーキット）
- 11月15日 - ササクレフェスティバル （東京都渋谷区、SHIBUYA WOMB）

### 2015年
- 1月18日 - TOKYO MX 「みうらじゅん&安斎肇のゆるキャラに負けない!」出演[55]
- 2月15日 - 矢作桜井線「牧内跨線橋」完成式典 （岡崎市）
- 3月29日 - 恐竜モニュメント完成記念イベント （岡崎市東公園）
- 4月12日 - モータースポーツジャパンフェスティバル2015 （東京都お台場）
- 5月16日・17日 - 第48回福山ばら祭 （広島県福山市）
- 6月7日 - 六ツ美悠紀斎田100周年記念お田植えまつり （岡崎市地域交流センター六ツ美分館・悠紀の里）

### 2017年
- 1月27日 - 西中島きなこ企画「笑美天」

### 2018年
- 3月28日 - エイベックス主催「TOKYOBIGUP!」西中島きなこメンバーとして出演
- 11月16日 - 松竹ブロードキャスティング 映画「鈴木家の嘘」出演[56]

### 2019年
- 1月18日 - 「トクサツガガガ」第1話(NHK-G)で、キーホルダーが登場する。

### 2020年
- 1月21日 - バーチャル格闘ゲーム『ご当地キャラ5Gコロシアム』プロトタイプのアバターに起用[57]
- 3月17日 - 花王「ビオレ 冷タオル」スーパーアドバイザーに就任しウェブCMに出演[58]

## 関連グッズ
- 2013年11月15日、本名の岡崎衛門之介名義で『オカザえもんの八丁味噌レシピ』（主婦の友社）を上梓した。味噌煮込みうどんや味噌カツが「名古屋めし」と呼ばれ、岡崎が発祥である八丁味噌が名古屋発祥と思われていることに危機を感じ、制作したという。ご当地料理「岡崎まぜめん」など計60のレシピが掲載されている。同書の副題は「おっさんでも作れるキモかわ料理でござる」[59][60]。
- 同年12月22日、日本経済新聞が発表した「ゆるキャラスイーツ・ベスト10」で、康生地区の和菓子屋が製造した「オカザえもんどら焼き」が全国5位に選ばれた[61]。
- 2014年1月31日、岡崎衛門之介名義としては2作目の著書『漫画オカザえもん』（主婦の友社）を上梓した。
- 同年2月1日、市内に本店を置く岡崎信用金庫が「オカザえもんハッピー定期預金」（スーパー定期）の募集を開始[62]。
- 同年3月、愛知県警岡崎署特別警戒隊のTシャツの絵柄にオカザえもんが採用された。デザインは斉と公平太[63]。
- 同年4月28日、 カップめん「オカザえもんの岡崎八丁味噌台湾ラーメン」が沖縄県を除く全国で発売される[64]。発売元は愛知県豊明市に本社を置く寿がきや食品。「台湾ラーメン」は主に中京圏の中華料理店で提供されているもので、いわゆる「名古屋めし」の一つである。
- 同年5月22日、アイシンAW（現:アイシン）がスマートフォン向けに提供するナビ連携アプリ「smart nAVVi Link」のiPhone版に、オカザえもんが登場。7月16日にはAndroid版にも登場することとなった[65][注 4]。
- 同年6月9日、ご当地グルメ「岡崎まぜめん」の土産用商品が発売。オカザえもんは同商品の外箱を飾った[67]。
- 同年10月20日、寿がきや食品から第2弾「オカザえもんのもろこしうどん」が沖縄県を除く全国で発売される。「もろこしうどん」とは、1970年代から岡崎市で食べられているご当地うどんで、現在市内の約15店舗がメニューとして提供している。「オカザえもんの岡崎八丁味噌台湾ラーメン」が全国的なヒットとなったことを受けて、第2弾の発売が決まったという[68]。

## 関連キャラクター
- 「オカザえもんJr.」という4歳の子供と「岡崎 衛門之丞」という兄がいる。兄はオカザえもんが体調不良で休養した際に代役を務めるが、共演することもある[8][69][70]。
- 2013年8月、岡崎市出身で徳島県東みよし町在住の20代女性が考案した「オカザえんぬ」という女性版キャラクターが誕生した。本名は岡崎マリエンヌという。ピンクの衣装に身を包み、頭にはピンクのリボンを付けてスカートをはいている。オカザえもんに思い焦がれる永遠の19歳という設定[71][72]。同年10月6日、オカザえんぬは岡崎市内で行われたイベントの会場でオカザえもんとの初対面を果たし、その模様は各メディアでも報道された。「ゆるキャラの恋」と評した新聞もあった[73][74]。2014年4月、名古屋トヨペットが発行するフリーペーパー『NTPライフ+』Vol.7号の表紙をオカザえもんと一緒に飾った。また、「八丁味噌の名店をめぐる愛知グルメドライブ」という記事も二人で担当した[75]。同年4月26日に名古屋市で行われた「みんなの祭り 無礼講 Vol.8」には、オカザえもんの兄と共に参加した[76]。
- 愛知県大府市特産のヤマイモ「木（こ）の山芋」をモチーフにした頭を海パンだけ着用した体[注 5]にかぶった「いもメン」は、オカザえもんをライバル視し「ゆるキャラグランプリでオカザえもん越えを狙う」と闘志を燃やす[77]。2013年8月の誕生以来、岡崎市に頻繁に姿を現し、「オカザえもんの軌跡」展のイベントではギターの弾き語りを行った[78]。
- ライバル視どころか「敵対視する」という設定のキャラクターまで存在する。地元のタウン誌『リバーシブル』のスタッフが製作した「味噌崎城（みそざきじょう）」がそれで[78]、パーティー会場などでご乱心におよびオカザえもんに斬りかかる場面が目撃されている。オカザえもんとほぼ同時期の2012年11月3日に着ぐるみのお披露目を果たした[79]。地元のイベントでは共に呼ばれることも多い。なお同タウン誌は、2012年11月号においてオカザえもん（発行時点ではまだデビュー前だった）をいち早く特集したことで知られる[注 6]。
- 飲み仲間に『前略、大とくさん』（中京テレビ、2013年11月3日放送開始）のマスコットキャラクター、「大徳さん」がいる。結婚歴は不明だが独身一人暮らしの大徳さんは、酒席でオカザえもんの愚痴をいつも聞いてあげているという[81]。
- 2014年7月26日、イベント・サミット「おかざきコウエンナーレ2014」のオープニングセレモニーで、はとこの「ワルザえもん」が初登場。目は血走り、体は包帯で覆われ、ロボットのようなカギ爪を持ち、胸部には「悪」の文字が吊されている。本名は「岡崎 悪THE衛門之慎」という。セレモニー後も岡崎公園内を闊歩し「怖すぎるゆるキャラ」として話題をさらった。作者は斉と公平太[82][83]。
- 2014年9月23日、岡崎公園で行われた「オカザえもん 日本一巨大ロボプロジェクト」に斉と公平太のデザインによる新キャラクター「ルネサンスくん」が登場。「岡崎ルネサンス」と名づけられた市のシティプロモーションを担う[84][85]。

## 書籍
- 『オカザえもんの八丁味噌レシピ』 （主婦の友社、2013年11月） ISBN 978-4072924747
- 『岡崎衛門之介公式フォトブック 岡崎市で…オカザえもん！』 （辰巳出版、2013年12月） ISBN 978-4777812707
- 『漫画オカザえもん』 （主婦の友社、2014年1月） ISBN 978-4072925706
- 『オカザえもんと岸田メル ナゴヤアイドル・パーフェクトブック』 （中日新聞社、2014年12月） ISBN 978-4806206781

## 音楽活動ほか
- 自身がパーソナリティーを務めるラジオ番組『オカザえもんと岸田メル！』の中で、イラストレーターの岸田メルが初対面の印象を「意外と汚い」と述べたところ、オカザえもんはひとこと「グランジ」と書いた。（「グランジ」は1990年代に流行したロック音楽のジャンルの一つ。）[86]
- 岡崎ジャズメッセンジャーズのオリジナル曲である「オカザえもんのブルース」は、オカザえもん自らが作詞した[87]。
- 2013年9月、名古屋市のロックバンド「6eyes」が、その名も「オカザえもん」という曲を発表。同曲のビデオクリップに兄と共に出演した。
- 2013年10月、「岡崎まぜめん」のプロモーションビデオ「岡崎まぜめんラップ 〜混ざり合いは、正に愛〜」（総合プロデュース・CODE-G HIDEBOW、監修・岡崎まぜめん会、撮影編集・ 三河インターネットテレビコミュニティ各局）が制作され、同ビデオに出演した。オカザえもんの他に、グレート家康公「葵」武将隊、勝手に観光大使 岡崎miso娘、味噌崎城、T・C Sprout(豊川市)等がボランティアで参加している。編集は、インターネットTV局 こちら三河放送局が担当。
- 2013年11月、「ダ・ヴィンチ電子ナビ」の取材で「読むと元気になりそうな本」5冊を選ぶ。オカザえもんが選んだ5冊は、『スローニン』（吉田聡）、『刑務所の中』（花輪和一）、『ケイブンシャの大百科09 松田聖子野菊の墓大百科』、『JAPROCKSAMPLER ジャップ・ロック・サンプラー -戦後、日本人がどのようにして独自の音楽を模索してきたか-』（ジュリアン・コープ）、『シャワーのあとで』（川島なお美）[88]。
- 2014年4月11日、岡崎市出身の音楽グループ「エンヤサン」がミニアルバム『新宿駅出れない』を発表。同アルバムには、オカザえもんをテーマに制作し、ビデオクリップでも共演した「mono」が収録されている[89]。
- 同年同月、Sister Paul[注 7]という東京在住２ピースパンクロックバンドの要請に応えてバンドに一時加入。オカザえもんは指の都合もありシンセサイザーノイズ、テルミンを担当。4月4日、名古屋今池のライブハウスHuck Finnに於いてオカザえもん＆Sister Paulとして初ライブ。オカザえもんは出番直前に到着し、リハーサルゼロ、極短い打ち合わせのみでステージに立って、やたらめったら演奏したのが功を奏し、大いにウケる。[90]
- 同年5月14日、オカザえもん＆Sister Paul名義で「オカザえもんロック」[91]マキシシングルCD発売[92]。5月17日にはタワーレコード名古屋近鉄パッセ店屋上、5月20日には東京新宿ライブハウスJAMにてエンヤサン他をゲストに迎え、レコ発ライブ演奏を行う。